# Leptapoderus balteatus
Leptapoderus balteatus là một loài bọ cánh cứng trong họ Attelabidae. Loài này được Roelofs miêu tả khoa học năm 1874.